# هخامنشی (اسطوره)
هخامنشی یا هخامنش (Ἀχαιμενίδης) در اسطوره‌های یونانی و رومی، پسر آداماستوس از ایتاکا و یکی از خدمهٔ اولیس (اودیسئوس) بود. وی هنگامیکه اولیس از چنگِ سیکلوپ -غولِ یک چشم- گریخت در سیسیل از گروه جدا افتاده بود.
وی تنها عضوِ زندهٔ گروه بود که به ایتاکا بازگشت.